# 甚慢的
《甚慢的》（法語：La plus que lente），L.121是阿希尔-克洛德·德彪西於1910年創作的鋼琴獨奏華爾茲舞曲，在他出版前奏曲第一冊不久後。